# バシネット

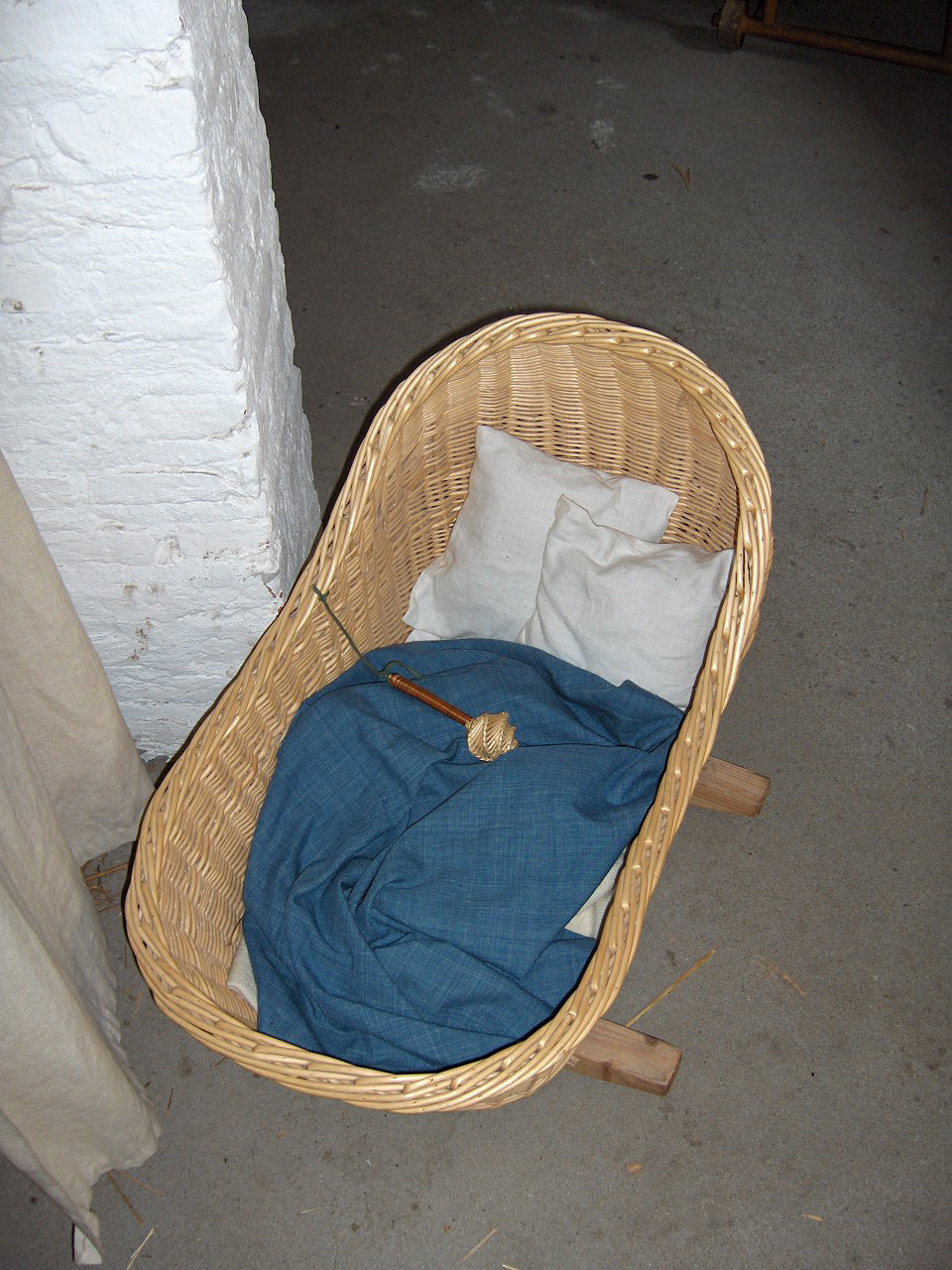
1465年ごろの乳児用ベッドとがらがらを再現した物

バシネット(英語：bassinet、bassinette)、新生児用かご型ベッドとは、生後4か月ぐらいまでの乳児用ベッドである。日本語圏では、「バシネット」と言えば一義的に航空機に備えつけられた乳児用ベッドをいう。

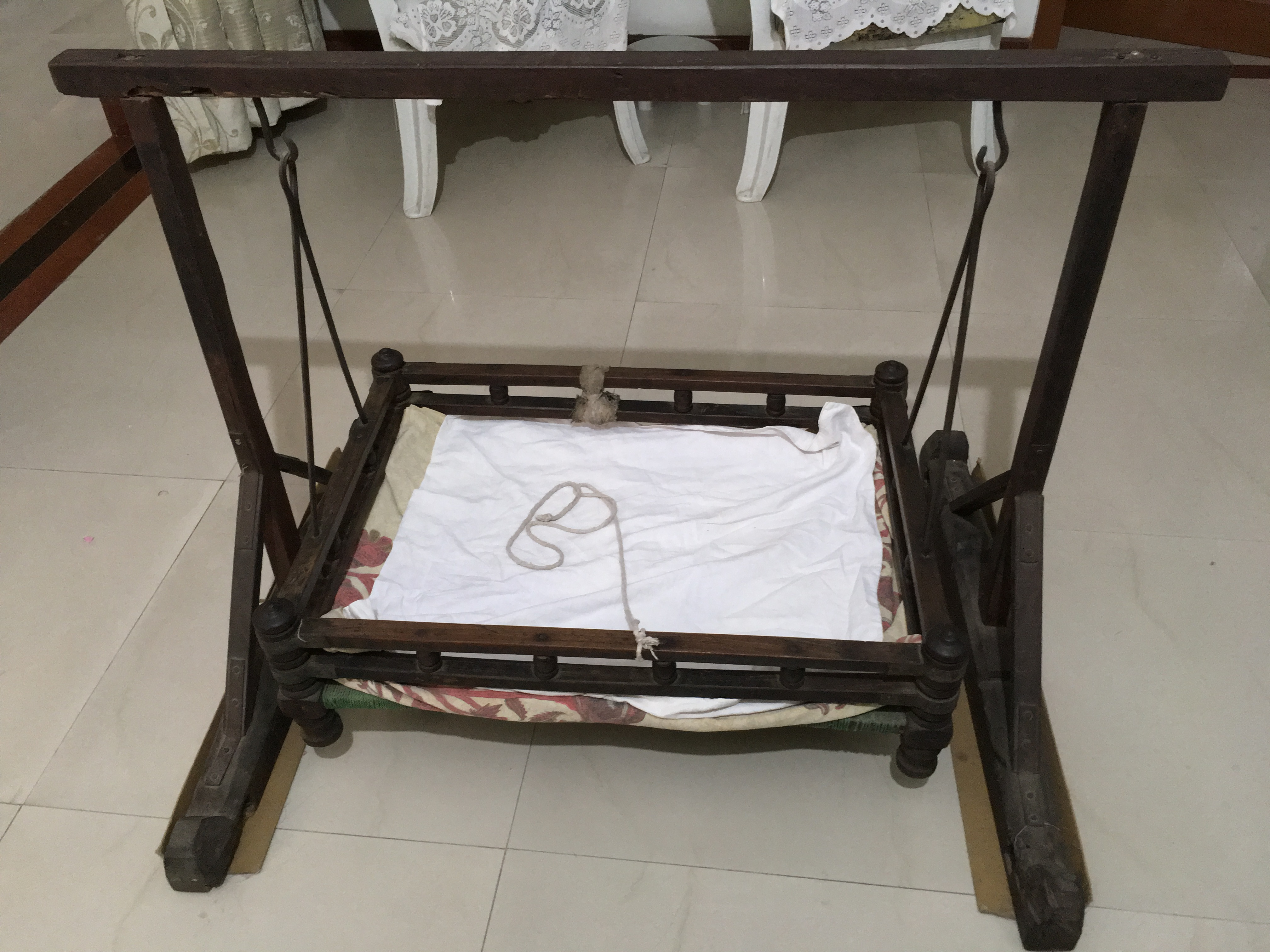
インドからの木のゆりかご

## 元来の意味
生後4か月ぐらいまでの乳児用ベッドの事で、揺れる機構が付いた「揺り籠（cradle）」と異なり、まれにキャスターが付いた揺れる機構の無い物をいう。また持ち手がついた物などは、Moses basketsやcarry cotsと呼ぶ。4か月後には、自分で寝返りを行うようになるためベビーベッド（アメリカ英語: crib 英語：cot）に移し替えることがある。
研究によれば、しっかりしたマットレスは乳幼児突然死症候群（SIDS）のリスクを低減させる。

### スマートバシネット
最近は2016年10月のSnooを皮切りに、泣き声へと反応して赤ちゃんを自動的に音や動きであやすバシネットも発売されている。 
Snooはその価格の高さから批判されており、Graco、4Moms、その他の企業はより安価な競合製品を売り出している。

## 主な航空会社の使用基準
機内の壁(多くの場合、大きなテレビやスクリーンがある)に取り付ける形で使用される。
使用できる乳児は航空会社によって制限が異なっており、おおむね、体重10キロ未満となっている。使用する場合は、事前の予約が必要である。
離着陸時や乱気流など、機長判断でシートベルト着用のサインが出た場合は使用できない。

### 日本航空
体重10.5キロ未満。(バシネットサイズは77×32.5×15)

### 全日空
体重10キロ未満。(バシネットサイズは85×45×33cm)

### ノースウエスト航空
体重9キロ未満、身長66cm以内。

### ユナイテッド航空
体重11.25キロ未満。

## 関連用語
- ベッドサイドスリーパー - ベビーベッドの片側の柵が開いており、親が寝るベッドの横に接続出来るようにしたもの
- 乳母車
- ベビースリング